# Нови-Пазар (городское поселение)
Нови-Пазар (серб. Град Нови Пазар) — городское поселение в Сербии, входит в Рашский округ.
Население городского поселения составляет 93 859 человек (2007 год), плотность населения составляет 126 чел./км². Занимаемая площадь — 742 км², из них 48,9 % используется в промышленных целях.
Административный центр городского поселения — город Нови-Пазар. Городское поселение Нови-Пазар состоит из 99 населённых пунктов, средняя площадь населённого пункта — 7,5 км².

## Статистика населения
| Год  | Население, чел. |
| ---- | --------------- |
| 1991 | 76 672          |
| 2001 | 85 154          |
| 2002 | 86 401          |
| 2003 | 87 664          |
| 2004 | 89 262          |
| 2005 | 90 947          |
| 2006 | 92 471          |
| 2007 | 93 859          |

Боснийцы составляют около 80% населения Нови-Пазара.

## Известные выходцы
- Милунка Савич-Глигоревич — сербская героиня Первой мировой войны, обладательница самого большого количества наград среди женщин-военнослужащих Сербии, прозванная французами Сербской Жанной Д’Арк, родилась в деревне Копривница около Йошаничкой-Бани, входящую в общину Нови-Пазар.